# Stiftung Kinderhospiz Mitteldeutschland Nordhausen
Die Stiftung Kinderhospiz Mitteldeutschland Nordhausen e. V. mit Sitz in Nordhausen ist ein Kinderhospizdienst für Familien mit einem erkrankten Kind mit begrenzter Lebenserwartung. Der Förderverein ist unter anderem Mitglied im Bundesverband Kinderhospiz e. V., im Deutschen Kinderhospizverein und im Deutschen Paritätischen Wohlfahrtsverband. Er wurde im Jahre 2005 gegründet, um einen ambulant und stationär arbeitenden Dienst für etwa 6.000 betroffene Familien insbesondere in Thüringen, Teile Niedersachsens, Sachsen-Anhalt, Teile Hessens und Nordbayerns, anbieten zu können.
Zu den Zielen gehört der Aufbau von ambulant arbeitenden Familienbegleiterdiensten sowie die Errichtung eines stationären Kinderhospizes in Tambach-Dietharz. Unter anderem kamen im Dezember 2006 bei einer Spendenaktion des Radiosenders Jump über 420.000 Euro zusammen.
Botschafter der Stiftung sind bzw. waren Norbert Blüm, Chris Norman, Jan Hofer, Toto & Harry, Christina Stürmer, Andreas Schmidt-Schaller, Andreas Rummel, Dieter Bellmann, Doppel U, IC Falkenberg, Ines Adam, Inka Bause, Jaecki Schwarz, Jörg Stingl, Jürgen Kerth, Lena Beyerling, Michael Naseband, Miroslav Nemec, Peter Sodann, Philip Heylen, Pierre Sanoussi-Bliss, Roland Kaiser, Udo Beyer, Ute Scheuch, W. F. van der Griend, Walfriede Schmitt, Wolfgang Behrendt, Wolfgang Hoppe und Wolfgang Winkler.
Zu den Förderern gehören unter anderem Fresenius Kabi, IKEA, NDR, Sat.1, SPD, Volksbank und Die Linke.

## Belege
1. ↑  Stiftung Kinderhospiz Mitteldeutschland Nordhausen e. V. – Kampagne „Vision Eine Million“ (Memento vom 4. September 2008 im Internet Archive)
2. ↑  Stiftung Kinderhospiz Mitteldeutschland Nordhausen e. V. Partner & Förderer (Memento vom 4. April 2007 im Internet Archive)